# Giro del Piemonte 1923
Il Giro del Piemonte 1923, sedicesima edizione della corsa, si svolse il 13 maggio 1923 su un percorso di 308 km. La vittoria fu appannaggio dell'italiano Bartolomeo Aymo, che completò il percorso in 12h08'00", precedendo i connazionali Camillo Arduino ed Angelo Gremo.
Sul traguardo di Torino 22 ciclisti, su 43 partiti dalla medesima località, portarono a termine la competizione. 

## Ordine d'arrivo (Top 10)
| Pos. | Corridore           | Squadra          | Tempo     |
| ---- | ------------------- | ---------------- | --------- |
| 1    | Bartolomeo Aymo     | Atala            | 12h08'00" |
| 2    | Camillo Arduino     | Atala            | a 1'00"   |
| 3    | Angelo Gremo        | Maino            | a 1'40"   |
| 4    | Emilio Petiva       | Maino            | s.t.      |
| 5    | Domenico Schierano  | Maino            | a 6'00"   |
| 6    | Pietro Bestetti     | Berrettini-Monza | a 10'10"  |
| 7    | Luigi Magnotti      | Atala            | s.t.      |
| 8    | Lorenzo Sinchetto   | -                | s.t.      |
| 9    | Leopoldo Torricelli | -                | a 15'12"  |
| 10   | Ugo Agostoni        | -                | s.t.      |